# Anelaphus pilosus
Anelaphus pilosus är en skalbaggsart som beskrevs av Chemsak och Noguera 2003. Anelaphus pilosus ingår i släktet Anelaphus och familjen långhorningar.
Artens utbredningsområde är Honduras. Inga underarter finns listade i Catalogue of Life.